# Norden-Bombenzielgerät

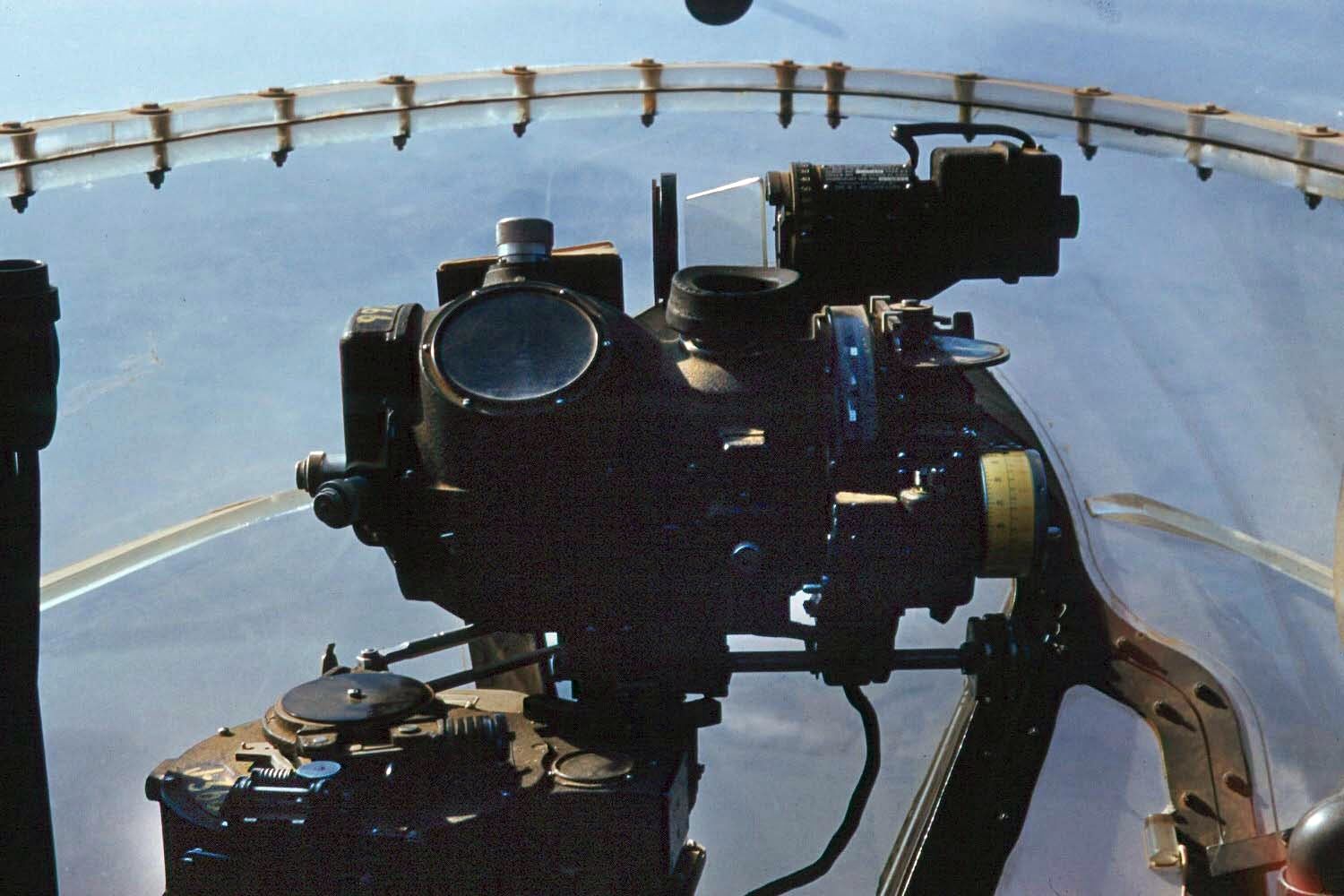
Norden-Bombenzielgerät in einer A-26 Invader

Das Norden-Bombenzielgerät war ein Bombenzielgerät, das vor allem im Zweiten Weltkrieg in US-amerikanischen Bombern zum Einsatz kam. Es galt zu seiner Zeit als die präziseste Zieloptik, mit der je ein strategischer Bomber ausgerüstet worden war und kam in fast allen Horizontalbombern der United States Army Air Forces zum Einsatz, etwa in der Boeing B-17, der B-24 Liberator, der North American B-25, der A-26 Invader oder der Boeing B-29, aber auch in Marineflugzeugen wie der Douglas TBD Devastator. Benannt ist es nach seinem Erfinder Carl Lucas Norden.

## Geschichte und Funktionsweise

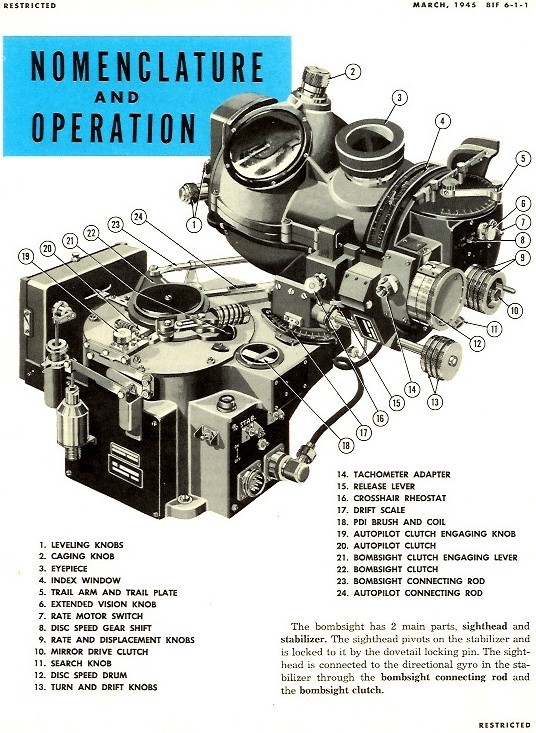
Abbildung aus dem Benutzerhandbuch des Geräts

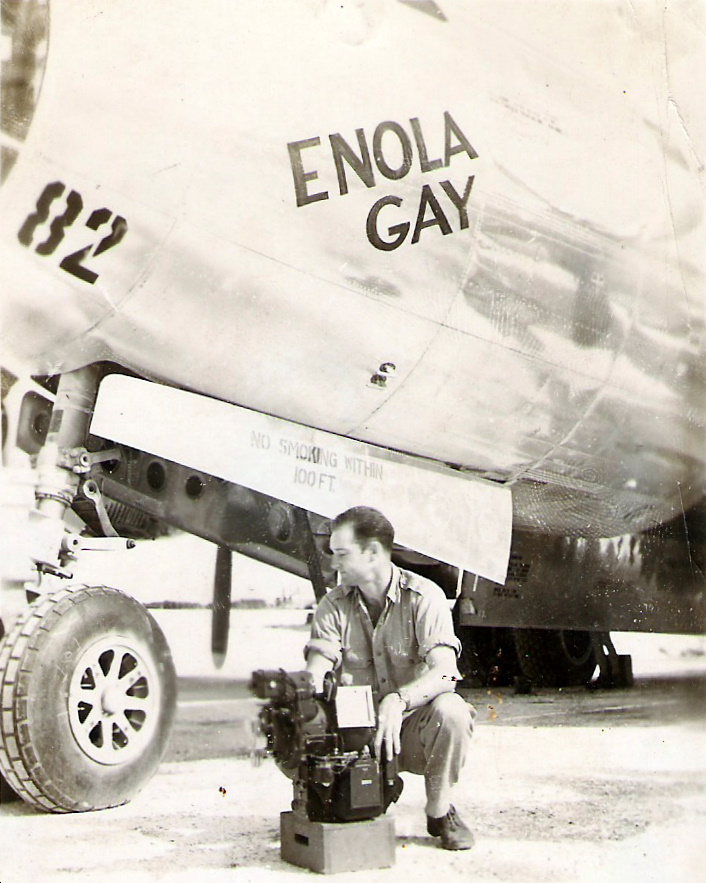
Der Bombenschütze der Enola Gay, Thomas Ferebee, mit seinem Norden-Zielgerät

Bei einem typischen Bombenzielgerät aus der Zeit zwischen den beiden Weltkriegen musste der Bombenschütze zunächst einige Werte, wie etwa die Windgeschwindigkeit oder die ballistischen Eigenschaften der Bombe, eingeben. Dann konnte er durch ein Fadenkreuzokular den Punkt erkennen, an dem eine abgeworfene Bombe einschlagen würde. Der Mittelpunkt des Fadenkreuzes wanderte also während des Zielanfluges ständig auf das Ziel zu. Durch Handzeichen übermittelte der Bombenschütze dem Piloten die nötigen Kurskorrekturen. Wenn die Mitte des Fadenkreuzes das Ziel erreichte, löste der Bombenschütze den Abwurf der Bomben aus. Die Genauigkeit dieser Zielgeräte wurde jedoch durch die Tatsache stark beeinträchtigt, dass Flugzeuge in der Praxis selten völlig ruhig in der Luft liegen. Daher wurden erste Versuche mit kreiselstabilisierten Zielvorrichtungen unternommen, die die Eigenbewegungen des Flugzeugs ausgleichen sollten.
Als die Flugzeuge größer wurden und der Pilot den Bombenschützen nicht mehr im Blick hatte, wurde der Pilot direction indicator (PDI) entwickelt, bei dem der Bombenschütze mittels elektrischer Schalter ein Zeigerinstrument bediente, das sich im Sichtfeld des Piloten befand und diesem die nötigen Kurskorrekturen anzeigte.
Norden verbesserte dieses Verfahren, indem er das Zielgerät nicht nur auf eine kreiselstabilisierte Plattform setzte – die Signale für die Kurskorrekturanzeige wurden jetzt automatisch erzeugt und an den Piloten übermittelt. Außerdem „wanderte“ das Fadenkreuz jetzt nicht mehr über das Zielgebiet hinweg auf das Ziel zu, sondern das Fadenkreuz blieb ständig auf das Ziel gerichtet.
Die ersten Norden-Geräte des Typs Mark XI wurden 1924 zu Testzwecken an die US Navy übergeben. Die Ergebnisse waren enttäuschend – die Zielgenauigkeit ließ zu wünschen übrig und die Bedienung des Geräts war sehr kompliziert. Erst als die Trefferwahrscheinlichkeit deutlich erhöht worden war, erteilte die Navy 1928 einen ersten Auftrag. 1931 erwarb auch das United States Army Air Corps (USAAC) ein Exemplar und kam im Wesentlichen zu den gleichen Ergebnissen. Inzwischen hatte Norden die wesentlich verbesserte Version Mark XV entwickelt, die vor allem deutlich einfacher zu bedienen war. Sie benutzte aber immer noch den PDI, um dem Piloten die nötigen Kurskorrekturen zu übermitteln. Später entwickelte Norden das Stabilized Bombing Approach Equipment (SBAE), einen primitiven Autopiloten, der direkt mit dem Mark XV gekoppelt werden konnte.
Trotz aller Verbesserungen hatte auch das Mark XV noch Schwächen. So verwendete Norden für den Antrieb seiner Gyroskope Gleichstrommotoren. Die dafür notwendigen Kohlebürsten nutzen sich schnell ab, mussten daher oft gewechselt werden und verschmutzten die Mechanik außerdem mit Kohlenstaub. Vor dem eigentlichen Zielen musste das Gerät zuerst mittels zweier Libellen nivelliert werden, was achteinhalb Minuten in Anspruch nahm. Durch Turbulenzen oder bei heftigen Flugmanövern konnte es vorkommen, dass die Kreisel ihre Richtung verloren und die Nivellierung wiederholt werden musste. Während des gesamten Zielanflugs musste der Bomber außerdem immer die Höhe beibehalten, was ihn verwundbarer für feindliche Flugabwehrkanonen machte.
Aufgrund eines Exklusivvertrages zwischen Norden und der US Navy musste das USAAC alle seine Norden-Bombenzielgeräte über die Navy beziehen. Da diese jedoch den Löwenanteil aller produzierten Norden-Geräte für sich beanspruchte, wandte sich die Army an die Sperry Corporation, die mit dem S-1 (ursprünglich als O-1 bezeichnet) ein ähnliches System entwickelt hatte. Im Gegensatz zum Norden-Gerät liefen die Kreisel beim Sperry S-1 mit Wechselstrom, weshalb die Probleme mit den Kohlebürsten entfielen; auch war die Umdrehungsgeschwindigkeit der Kreisel mit 24.000/min mehr als dreimal so hoch wie beim Norden-Gerät mit 7.800/min. Sperry entwickelte mit dem A-5, dem Gegenstück zu Nordens SBAE, außerdem den ersten vollelektronischen Autopiloten der Welt.
Die Army verwendete ihre Norden-Bombenzielgeräte zuerst vor allem in ihren B-17-Bombern, während sie ihre B-24 Liberator zunächst mit Sperry-Geräten ausstattete.
Im Juni 1941 erhielt Sperry von der US-Regierung den Auftrag zum Bau einer 186.000 Quadratmeter großen Fabrik. Das USAAC wollte alle seine Bomber mit Autopiloten des Typs A-5 ausstatten, die dann wahlweise mit einem Norden-Bombenzielgerät oder einem Sperry S-1 gekoppelt werden sollten. Norden weigerte sich jedoch, sein Gerät mit dem Sperry A-5 kompatibel zu machen. Im Januar 1942 beauftragte das Air Corps die Firma Honeywell mit der Entwicklung eines neuen Autopiloten. Dieser vereinte Elemente von Nordens SBAE und Sperrys A-5 zum so genannten Automatic Flight Control Equipment (AFCE), später C-1 genannt.
1943 sah die Navy ihren Bedarf an Norden-Bombenzielgeräten als gedeckt an, auch weil sie sich bei der Bekämpfung von (beweglichen) Schiffen an Stelle von Horizontalbombardements immer mehr auf Sturzangriffe verlegte. Im gleichen Jahr stornierte die Army ihren Vertrag mit Sperry und kaufte von da an nur noch Norden-Bombenzielgeräte. Diese konnten nun direkt mit dem Honeywell C-1 gekoppelt werden, so dass der Bombenschütze beim Zielanflug das Flugzeug praktisch mit seinem Bombenzielgerät steuern konnte.
Insgesamt wurden für das US-Militär etwa 43.000 Norden-Bombenzielgeräte des Typs Mark XV hergestellt, davon 35.000 für die USAAF und 8.000 für die Navy.
Um bei der Ausbildung der angehenden Bombenschützen Kosten zu sparen, wurde ein spezieller Simulator entwickelt, ähnlich den Flugsimulatoren für Piloten.
Im Koreakrieg wurden einige ältere Flugzeugtypen mit Norden-Bombenzielgerät reaktiviert, wie etwa die B-29 Superfortress. Auch im Vietnamkrieg kam das Gerät vereinzelt noch zum Einsatz.

## Geheimhaltung
Die Existenz und Funktionsweise des Norden-Geräts wurde zunächst streng geheim gehalten. Angehende Bombenschützen mussten einen Eid schwören, das Geheimnis notfalls mit ihrem Leben zu schützen. Im Falle einer Notlandung in Feindesland, oder vor dem Absprung mit dem Fallschirm, sollte der Bombenschütze das Zielgerät mit drei Schüssen aus einer Pistole des Kalibers .45 ACP oder, noch besser, mit einer Thermitladung zerstören. Erst im April 1943 wurde die Geheimhaltung aufgehoben, nachdem bereits einige Exemplare des Geräts von den Achsenmächten erbeutet worden waren. Allerdings waren zu diesem Zeitpunkt schon wesentliche Informationen über das Gerät durch den Spion Herman W. Lang an die Deutschen verraten worden.

## Diskussion um die Wirksamkeit von Präzisionsangriffen
Während die Briten ihre Luftangriffe vorwiegend nachts und auf Flächenziele wie ganze Städte flogen, glaubten die US-Amerikaner dank der hohen Treffsicherheit ihrer Bombenschützen, Tagesangriffe auf Punktziele seien auf Dauer erfolgreicher. Schließlich könne man mit dem Norden-Zielgerät „aus 6000 Metern Höhe eine Bombe in ein Heringsfass werfen“. Zudem würde die stärkere Abwehrbewaffnung ihrer Bomber (im Vergleich zu den britischen) die eigenen Verluste in Grenzen halten. Die Briten blieben jedoch skeptisch. Insbesondere Arthur Harris, der Oberbefehlshaber des RAF Bomber Command, kritisierte, das Norden-Bombenzielgerät sei bisher nur unter idealen Bedingungen im sonnigen, wolkenlosen Südwesten der USA getestet worden. In Europa dagegen sei die Sicht oft durch Wolken, Nebel oder Rauch getrübt. Gegenüber dem US-amerikanischen Kriegsberichterstatter Allan Michie meinte Harris, um ein Fass treffen zu können, müsse man es erst einmal sehen. Tatsächlich war die Trefferquote in der Realität deutlich schlechter als von den US-Amerikanern erwartet. Beispielsweise landeten bei einem Angriff auf Kugellagerfabriken in Schweinfurt im Oktober 1943 nur etwa 10 % der abgeworfenen Bomben weniger als 500 Fuß (etwa 150 Meter) vom Ziel entfernt. Außerdem erlitten die US-Amerikaner zunächst große Verluste, die sich erst besserten, als Langstrecken-Begleitjäger wie die P-51 Mustang zur Verfügung standen.
Auch in Japan war die Erdsicht nicht immer ungetrübt – so war beim zweiten Atombombeneinsatz am 9. August das Primärziel Kokura von dichten Wolken bedeckt, so dass die Atombombe Fat Man stattdessen über Nagasaki abgeworfen werden musste.

## Trivia
Im Rahmen einer Feier im Madison Square Garden anlässlich der Verleihung des dritten Army-Navy „E“ Awards an die Carl L. Norden Company führte der Ringling Bros. and Barnum & Bailey Circus 1943 eine Nummer auf, die auf die Treffsicherheit des Norden-Bombenzielgeräts und auf die Diskussion mit den Fässern anspielte. Mit Hilfe eines in die Höhe gezogenen Nachbaus des Geräts warf ein Clown eine hölzerne Bombe in ein Fass.